# Janez Pintar
Janez Pintar, slovenski veslač, * 11. marec 1931, Ljubljana, † april 2006.
Pintar je za Jugoslavijo nastopil na Poletnih olimpijskih igrah 1960 v Rimu, kjer je veslal v četvercu s krmarjem, ki je na teh igrah osvojil tretje mesto v repesažu prve kvalifikacijske skupine in se ni uvrstil v nadaljnje tekmovanje.